# Петровск (Медынский район)
Петровск— деревня в Медынском районе Калужской области России. Входит в сельское поселение «Деревня Гусево».

## Физико-географическое положение
Находится на Смоленско-Московской возвышенности Русской равнины. Стоит на берегу реки Шаня.  Ближайшие населённые пункты — деревни Грибово, Гусево.

## Население
| 2002 | 2010 |
| ---- | ---- |
| 11   | ↗13  |

## История
Входила в приход села Грибово, вместе с сельцом Заворыкино, Кочетовка, Семёнова, Власьева, Таракановка.
В конце XVIII века — сельцо Богоявленское, Дарьи Иовны Скобеевой и Николая Устиновича Новосильцева, на берегах речки Русановки.
В середине XIX веке — Старое Беляево. 